# Franklyn Farnum
Franklyn Farnum (Boston, 5 giugno 1878 – Woodland Hills, 4 luglio 1961) è stato un attore statunitense.

## Filmografia

### Cinema
- The Heart of a Show Girl, regia di William Worthington – cortometraggio (1916)
- Trionfa l'amore (Love Never Dies), regia di William Worthington (1916)
- A Stranger from Somewhere, regia di William Worthington (1916)
- The Woman He Feared, regia di Harry F. Millarde (1916)
- Little Partner, regia di William Worthington – cortometraggio (1916)
- The Devil's Pay Day, regia di William Worthington (1917)
- The Man Who Took a Chance, regia di William Worthington (1917)
- The Clock, regia di William Worthington (1917)
- Bringing Home Father, regia di William Worthington (1917)
- The Car of Chance, regia di William Worthington (1917)
- The Clean-Up, regia di William Worthington (1917)
- The Empty Gun, regia di Joseph De Grasse – cortometraggio (1917)
- A Stormy Knight, regia di Elmer Clifton (1917)
- Anything Once, regia di Joseph De Grasse (1917)
- The Winged Mystery, regia di Joseph De Grasse (1917)
- The Scarlet Car, regia di Joseph De Grasse (1917)
- The Fighting Grin, regia di Joseph De Grasse (1918)
- Fast Company, regia di Lynn Reynolds (1918)
- $5,000 Reward, regia di Douglas Gerrard (1918)
- The Empty Cab, regia di  Douglas Gerrard (1918)
- In Judgment of...
- The Rough Lover, regia di Joseph De Grasse (1918)
- The Vanity Pool, regia di Ida May Park (1918)
- The Desert Rat, regia di Leon De La Mothe – cortometraggio (1919)
- The Two Doyles, regia di Leon De La Mothe – cortometraggio (1919)
- Go-Get-Em Garringer, regia di Ernest Traxler (1919)
- Hell's Fury Gordon, regia di Leon De La Mothe – cortometraggio (1919)
- Vengeance and the Girl, regia di Leon De La Mothe – cortometraggio (1919)
- The Uphill Climb, regia di Leon De La Mothe – cortometraggio (1919)
- The Puncher and the Pup, regia di Leon De La Mothe – cortometraggio (1919)
- Shackles of Fate – cortometraggio (1919)
- When Pals Fall Out, regia di Leon De La Mothe – cortometraggio (1919)
- The Virtuous Model, regia di Albert Capellani (1919)
- Brother Bill, regia di Leon De La Mothe – cortometraggio (1919)
- Breezy Bob, regia di Leon De La Mothe – cortometraggio (1919)
- Cupid's Roundup – cortometraggio (1919)
- The Cowboy and the Rajah, regia di Leon De La Mothe – cortometraggio (1919)
- Vanishing Trails, regia di Leon De La Mothe - serial cinematografico (1920)
- The Galloping Devil, regia di Nate Watt (1920)
- The Land of Jazz, regia di Jules Furthman (1920)
- The Fighting Stranger, regia di Webster Cullison (1921)
- The Hunger of the Blood, regia di Nate Watt (1921)
- The Last Chance, regia di Webster Cullison (1921)
- The Struggle, regia di Otto Lederer (1921)
- The Raiders, regia di Nate Watt (1921)
- Il prezzo dell'inganno (Deception), regia di Irving Rapper (1946)
- Tulsa, regia di Stuart Heisler (1949)
- Viale del tramonto (Sunset Boulevard), regia di Billy Wilder (1950)

### Televisione
- Have Gun - Will Travel – serie TV, 6 episodi (1957-1961)